# Dana Abed Kader
Dana Abed Kader, nume scris uneori și Dana Abed-Kader (n. 21 iunie 1996, Rakka, Siria), este o handbalistă din România care joacă pentru clubul CS Măgura Cisnădie pe postul de extremă stânga ori pivot. Anterior a evoluat pentru HC Zalău. Abed Kader a făcut parte din selecționata de junioare a României care a câștigat medalia de aur la Campionatul Mondial din Macedonia, din 2014. În total, handbalista a jucat pentru reprezentativa de junioare a României în 51 de meciuri, în care a înscris 138 de goluri.

## Palmares
- Campionatul Mondial pentru Junioare:
  -  Medalie de aur: 2014

- Liga Europeană:
  - Grupe: 2022
  - Turul 3: 2023

- Cupa EHF:
  - Sfertfinalistă: 2018
  - Turul 2: 2019

- Cupa României:
  -  Medalie de bronz: 2019

## Viața personală
Dana Abed Kader este de descendență siriană, prin tatăl său. Ea s-a născut în Siria, țară pe care a părăsit-o la vârsta de patru ani. Dana locuiește în București, împreună cu mama, bunica și sora sa. Sora sa, Sara, este și ea handbalistă. Tatăl Danei este încă în Siria, iar handbalista nu l-a mai văzut de 10 ani, însă comunică des cu el.